# Anypodetus nigrifacies
Anypodetus nigrifacies là một loài ruồi trong họ Asilidae. Anypodetus nigrifacies được Ricardo miêu tả năm 1925. Loài này phân bố ở vùng nhiệt đới châu Phi.